# تشارلز هوبر (مستكشف)
تشارلز أوغست هوبر (بالإنجليزية: Charles Auguste Huber)‏، الفرنسي، انتدبته وزارة التعليم الفرنسية لاستكشاف الجزيرة العربية عامة ونجد خاصة، وقد قام برحلتين الأولى اكتشف فيها آثاراً كثيرة أشهرها حجر تيماء.

## اغتياله

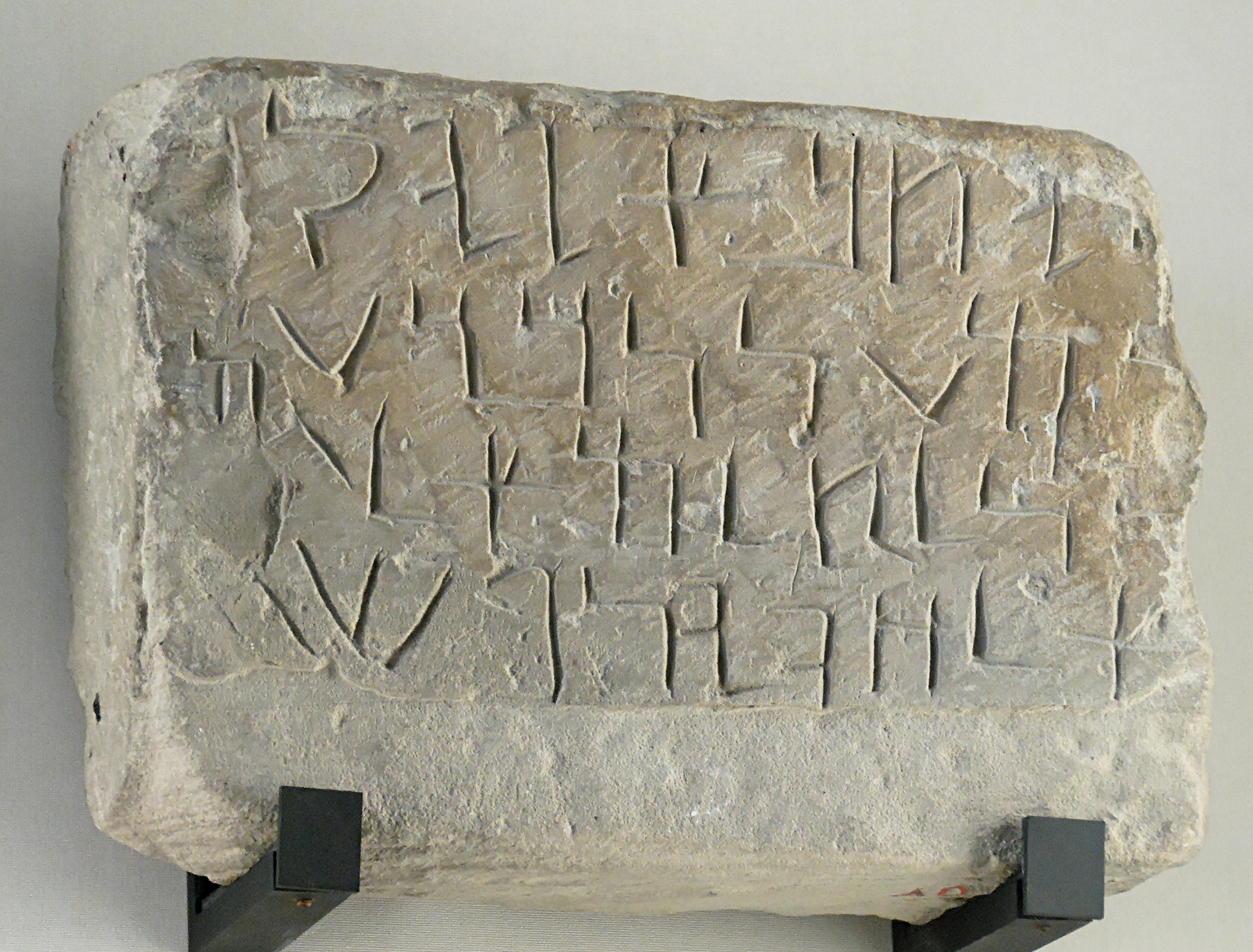
مسلة تيماء وعليها نقش بالآرامية (القرن 6 قبل الميلاد) يتعلق بإدخال عبادة إله جديد في تيما، الصنم صالم هجام، وتعيين كاهنه، صالم شيزيب بار بيت أوزوريس. وجدت في تيما، شمال غرب شبه الجزيرة العربية.

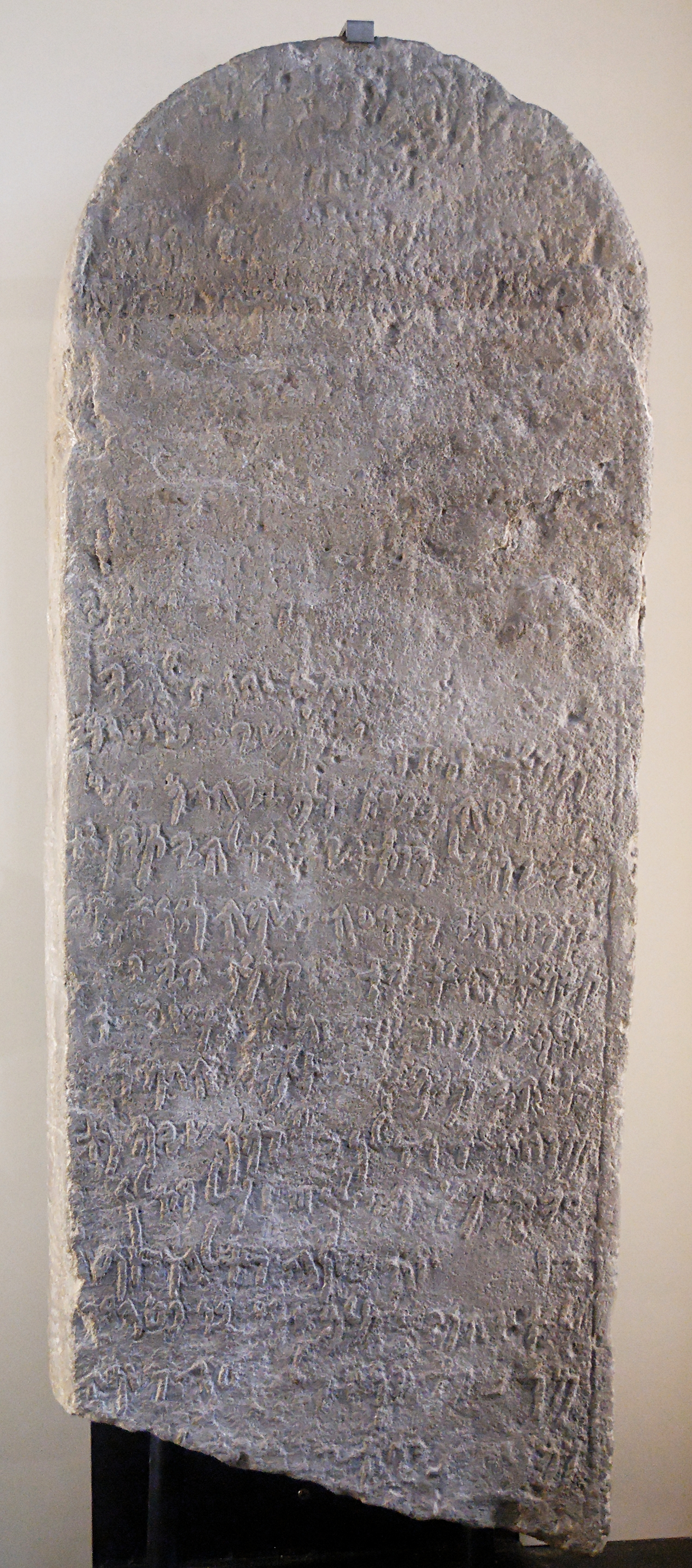
شاهدة عليها نقش آرامي تكريسي للإله صالم، (القرن 6 قبل الميلاد). وجدت في تيما، شمال غرب شبه الجزيرة العربية.

اغتيل هوبر في يوم 29 يوليو (تموز) عام 1884 بالقرب من جدة بعد أن أطلق عليه جناة بضع رصاصات أودت بحياته واحتجزوا خادمه محمود مدة يومين وتمكن من الافلات منهم. وأدى اغتيال هوبر إلى تحرك الدبلوماسية الفرنسية حيث أصدرت الأوامر إلى قنصلها في جدة، منسوردي لوستات، بأن يحافظ على مقتنيات هوبر التي من بينها حجر تيماء الشهير «مسلة تيماء» الذي اكتشفه هوبر خلال رحلته الأولى إلى جزيرة العرب في عام 1879، ولكن الرحالة الألماني يوليوس أويتنغ طالب باستعادة الحجر بناء على اتفاق مسبق بينه وبين هوبر، ما جعل القنصل الفرنسي بجدة يقوم بارسال مقتنيات هوبر كافة إلى فرنسا على وجه السرعة.